# Today (album de Maurice Chevalier)
Pour les articles homonymes, voir Today.
Albums de Maurice Chevalier
Yesterday
(1958) Maurice Chevalier Sings Broadway
(1959)

Today est l'un des six albums américains enregistrés par Maurice Chevalier entre 1958 et 1960. Il est composé de standards de la chanson américaine.

## Liste des titres
1. "Something's Gotta Give" - 2:37
2. "He Loves and She Loves" - 2:22
3. "The Best Things in Life Are Free" - 2:13
4. "Fascination" - 1:35
5. "There's a Rainbow 'Round My Shoulder" - 1:35
6. "Some of these Days" - 1:56
7. "You Made Me Love You" - 2:33
8. "Lucky Day" - 1:39
9. "You Were Meant for Me" - 2:06
10. "You Will Find Your Love in Paris" - 2:00
11. "If I Could Be With You (One Hour Tonight" - 1:36
12. "I'm Looking Over a Four-Leaf Clover" - 1:28